# هيرودس الثاني
هيرودس الثاني (حوالي 27 ق.م - 33/34 م)، هو ابن هيرودس الكبير ومريمان الثانية ابنة شمعون بن بوثيس الكاهن الأعظم. لفترة وجيزة تولى منصب وريث العرش في حياة والده. يسميه بعض الكتاب هيرودس فيلبس الأول تميزًا عن فيلبس الثاني.
كان هيرودس الثاني أول أزواج هيروديا، يذكر إنجيل مرقس أن هيروديا كانت متزوجة من فيلبس، وجادل بعض العلماء بأن هيرودس الثاني هو المقصود، وأنه بالفعل هيرودس فيليبس، ومع ذلك ، جادل العديد من العلماء في ذلك والذين يعتقدون أن كاتب إنجيل مرقس كان على خطأ، ويستدلون بعدم وجود اسم فيلبس في إنجيل لوقا.
كان هيرودس الثاني حفيد الكاهن الأكبر شمعون بن بوثيس، ويوصف أحيانًا باسم هيرودس بوثيس، ولكن لا يوجد دليل كاف على هذه التسمية.